# Вирдзи, Паоло
Паоло Вирдзи́ (итал. Paolo Virzì; род. 4 марта 1964, Ливорно, Италия) — итальянский актёр, сценарист, продюсер, писатель и режиссёр.

## Биография
Вирдзи родился в Ливорно, Италия, в 1964 году в семье сицилийского полицейского и бывшей певицы. Провёл свое раннее детство в Турине на севере Италии, затем семья Вирдзи вернулась в Ливорно, где он вырос в районе рабочего класса "Le Sorgenti". Будучи маленьким мальчиком, он начал культивировать свою страсть к литературе на протяжении всей жизни.
Вирдзи сделал свой режиссерский дебют в 1994 году с фильмом «Прекрасная жизнь». Первый полнометражный фильм Вирдзи, снятый с звездами Сабриной Ферилли и Массимо Гини, рассказывает историю любовного треугольника на фоне необратимого кризиса идентичности итальянского рабочего класса. Фильм был представлен на Венецианском международном кинофестивале 1994 года и получил премию «Золотая хлопушка», премию «Серебряная лента» и престижную премию «Давид ди Донателло» в категории «Лучший дебют режиссёра». С этим дебютом Паоло показал свой исключительный талант в режиссуре.

## Избранная фильмография
- 2012 — «Каждый божий день» / Tutti i santi giorni
- 2013 — «Цена человека» / Il capitale umano
- 2016 — «Как чокнутые» / La pazza gioia